# Schireken
Schireken (russisch Жиреке́н) ist eine Siedlung städtischen Typs in der Region Transbaikalien in Russland mit 4565 Einwohnern (Stand 14. Oktober 2010).

## Geographie
Der Ort liegt etwa 270 km Luftlinie ostnordöstlich der Regionshauptstadt Tschita links des Aleur, eines Nebenflusses der Kuenga.
Schireken gehört zum Rajon Tschernyschewski und befindet sich etwa 40 km nordnordöstlich von dessen Verwaltungszentrum Tschernyschewsk. Die Siedlung ist Sitz der Stadtgemeinde (gorodskoje posselenije) Schireken, zu der außerdem das Dorf Osjornaja (18 km östlich) und die Stationssiedlung Kowekta (10 km nördlich) gehören.

## Geschichte
Der Ort wurde 1954 im Zusammenhang mit der Entdeckung eines Molybdänvorkommens gegründet und erhielt zunächst den Namen Choktonga. Seit 1972 besitzt Schireken den Status einer Siedlung städtischen Typs.

### Bevölkerungsentwicklung
| Jahr | Einwohner |
| ---- | --------- |
| 1979 | 566       |
| 1989 | 5493      |
| 2002 | 3937      |
| 2010 | 4565      |

Anmerkung: Volkszählungsdaten

## Verkehr
Schireken liegt an der Transsibirischen Eisenbahn (Streckenkilometer 6633 ab Moskau), die auf diesem Abschnitt 1990 elektrifiziert wurde. Einige Kilometer westlich der Siedlung verläuft die Fernstraße M58 von Tschita nach Chabarowsk.